# Дранда (село)
Дра́нда (абх. Дранда, груз. დრანდა) — село в Абхазии, в Гулрыпшском районе частично признанной Республики Абхазия, согласно административному делению Грузии — в Гульрипшском муниципалитете Абхазской Автономной Республики, на левом берегу реки Кодор.
Высота над уровнем моря составляет 40 метров.

## Этимология
Название села в форме Dandras фиксируется в XVII веке в качестве комонима и названия церкви. У историка Вахушти Багратиони приводится форма Драндара. На картах XVIII—XIX веков даются упоминания Транша, Дандар, Drantas, Дранды, Дранда. В начале XIX века фиксируется двойное название Дранда-Цхоби, у Нордмана — Цкабын или Дранда, у Пахомова — Селение Цхубен или Дранда. Цкабын — абхазское название села, которое фиксируется вместо Дранды целым рядом источников с конца XV века как Цхаба или Цкыбын. В некоторых материалах фигурируют оба названия рядом друг с другом: Цкабун и Дранды, Цхубен и Дранда.
Топоним Дранда созвучен с этнонимом дандарии, впервые упоминаемом Гекатеем Милетским (VI в. до н. э.): «Дандарии, народ около Кавказа». Большинство исследователей отождествляют реку Коракс с рекой Кодор, к ней же привязывается и «страна кораксов» по Милетскому. Кавказоведы Семён Броневский, К. Мачавариани, Дмитрий Гулиа, Борис Джонуа связывают топонимы Дранда и Драндра с дандарами, или тиндарами из древних источников. Однако другие историки опровергают эту версию, так как из сообщения Гекатея Милетского следует, что дандарии и кораксы — это разные племена, каждый из которых занимает свою территорию. Дионисий (II в. н. э.) страну Тиндаритов помещает рядом с колхами. Плиний (I в. н. э.) прямо указывает, что Тиндара находится у устья реки Фазис.
По другой версии, Дранда стоит наряду с другими многочисленными топонимами и фамилиями Абхазии, содержащих на конце слов -нд- или -нт-. С абхазского языка анда — «край», «забор», андара — «край», где -ра — суффикс, придающий основе отвлечённое абстрактное значение. Эти слова можно воспринять как топонимообразующий формант.
Учитывая древность названия и возможные фонетические процессы в языке, можно представить для названия села ряд вариантов исходной формы: Драанда, Дзраандара — её можно перевести с абхазского как «край вод», «прибрежье» — от -дзы «вода», «река» (Дранда находится у реки Кодор) и а-нда — «край». В пользу такой этимологии может говорить и второе название этой территории — Цхаба, или Цкыбын, фиксируемый в источниках с конца XIII в. как Цикаба, И-каба, Цкаба, Цхаба, Цхубен, Цхумен. По мнению историка Валерия Кварчиа, появление второго названия было вызвано тем, что первое воспринималось как название Драндского собора. В основе второго названия лежит абх. ӡҳаԥ, ӡхыԥ — «прибрежье», «берег», от аӡы — «вода», хыԥ — «кромка чего-либо», а с помощью локативного суффикса -н может быть образована Ӡхыԥны, Ӡхыԥын — то есть Цхыбын или Цкыбны, что в переводе на русский означает «прибрежное место».

## История
Во время турецкого владычества Драндский храм подвергся разрушению. Об этом сообщается в отчёте русского посольства, побывавшего в Драндском соборе в 1640 году.
В 1835 году Дранда была занята царским отрядом генерала Ахлёстышева как стратегический пункт. В 1883 году здесь был основан мужской монастырь. В связи с этим на территории Цкабына, или Верхней Дранды, образовался новый населённый пункт Архиерейское.
В 1922 году в селе Дранда создаётся совхоз «Дранда». В 1931 году он передаётся Конезаводу наркомзема Абхазской АССР, а в 1935-м на его базе организован колхоз.

## Население
| Численность населения | Численность населения | Численность населения | Численность населения |
| 1886                  | 1926                  | 1989                  | 2011                  |
| --------------------- | --------------------- | --------------------- | --------------------- |
| 276                   | ↗2607                 | ↗2673                 | ↗3205                 |

В 1989 году население села составляло 2673 человека. По данным переписи 2011 года численность населения сельского поселения (сельской администрации) Дранда составила 3205 жителей, из них 1634 человека — армяне (51,0 %), 1163 человека — абхазы (36,3 %), 228 человек — русские (7,1 %), 119 человек — грузины (3,7 %), 22 человека — греки (0,7 %), 15 человек — украинцы (0,5 %), 24 человека — другие (0,7 %).

## Достопримечательности
На территории села располагается Драндский монастырь с одним из древнейших православных храмов, построенном в VI—VII веках, относящийся к крестокупольным четырёхстолпным храмам, имевшим в Византии наибольшее распространение в те времена.

## Инфраструктура
В селе расположена одноимённая станция Абхазской железной дороги.